# Lozzo Atestino
Lozzo Atestino es una localidad y comune italiana de la provincia de Padua, región de Véneto, con 3.241 habitantes.

## Evolución demográfica
| Gráfica de evolución demográfica de Lozzo Atestino entre 1861 y 2001 |
|                                                                      |
| Fuente ISTAT - elaboración gráfica de Wikipedia                      |